# Liberty Hyde Bailey
Liberty Hyde Bailey (1858 – 1954) è stato un botanico statunitense.

## Biografia
Liberty Hyde Bailey nasce nel 1858 nello stato del Michigan negli Stati Uniti, terzo figlio di una famiglia contadina.
Terminate le scuole dell'obbligo continua gli studi iscrivendosi alla facoltà di Agraria dell'Università del Michigan (l'attuale Michigan State University) per laurearsi nel 1882.
Nel 1885 si sposta nello stato di New York, dove, nel 1888, ottiene la cattedra di Orticoltura Sperimentale ed Applicata; qualche anno più tardi fonda insieme con altri botanici dell'epoca la  Accademia delle Arti e della Scienza. La sua reputazione di ottimo scienziato lo porta nel 1908 ad entrare a far parte della Commissione Nazionale per l'Agricoltura durante il governo di Theodore Roosevelt.
Bailey ricevette la Veitch Memorial Medal della Royal Horticultural Society nel 1897.

## La riscoperta di Mendel
Alla fine del diciannovesimo secolo Bailey è il primo a riprendere i lavori che Gregor Mendel fece a suo tempo sull'incrocio di piante e fiori.
I suoi lavori sull'ibridizzazione infatti partono proprio dalle scoperte che Mendel fece sulla genetica vegetale e sull'ereditarietà, tanto da citarlo nella bibliografia di uno dei suoi testi principali: Plant-Breeding.

## Ideologia
Bailey ha sempre sostenuto che tra le materie dei Licei l'Orticoltura avrebbe dovuto occupare un posto prioritario nell'insegnamento, in grado di fornire così un maggior senso civico oltre ad una conoscenza tecnica delle manifestazioni della natura per poter operare su di essa con intelligenza e rispetto.
È un sostenitore della vita rurale paragonata alla vita cittadina, vista come corrotta e impersonale; in disaccordo con tutti i pensatori dell'epoca sostiene che il nucleo famigliare contadino sia alla base della cultura e formazione dell'individuo, un mattone necessario su cui costruire le generazioni future.
Il suo modello quindi si sviluppa da una parte fornendo ai contadini la possibilità di farsi una cultura, e dall'altra spingendo fortemente sul progresso scientifico nella scienza e nella tecnica agraria.

## Opere
- Talks Afield About Plants and the Science of Plants, 1885
- Field Notes on Apple Culture, 1886
- The Survival of the Unlike, 1896
- The Forcing-Book, 1897
- The Principles of Fruit-Growing, 1897
- The Nursery Book, 1897
- Plant-Breeding, 1897
- The Pruning Manual, 1898
- Sketch of the Evolution of our Native Fruits, 1898
- Principles of Agriculture. 1898
- Cyclopedia of American Horticulture, Volume 1 A-D, 1900
- The Principles of Vegetable Gardening, 1901
- The Nature-Study Idea, 1903
- The Outlook to Nature, 1905
- The State and the Farmer, 1908
- The Training of Farmers, 1909
- Animal biology; Human biology, Parti II & III di First course in biology with W.M. Coleman, 1910
- Manual of Gardening, 1910
- Cyclopedia of American agriculture, Volume 2, 1910
- The Country Life Movement, 1911
- The Practical Garden Book, 1913
- The Holy Earth, 1915
- Wind and Weather, opera poetica, 1916
- Universal Service, 1918
- What is Democracy?, 1918
- The Seven Stars, 1923
- The Harvest: Of the Year to the Tiller of the Soil, 1927
- The Garden Lover, 1928